# Louisenorden

Louisenorden (I. Modell)

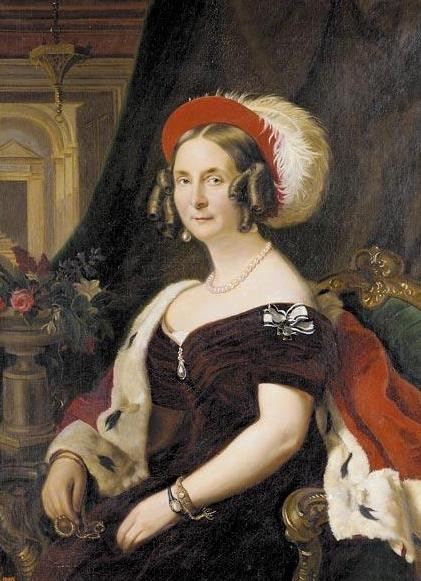
Friedrike von Preußen mit dem Louisenorden an der linken Schulter

Der Königlich Preußische Louisenorden (auch: Luisenorden) war der höchste Damenorden des Königreiches Preußen und wurde am 3. August 1814 während der Freiheitskriege gegen Napoleon I. durch König Friedrich Wilhelm III. als Andenken an seine 1810 verstorbene Gemahlin Königin Luise gestiftet.

## Stiftung
In der Stiftungsurkunde heißt es dazu: 

„Als die Männer unserer tapferen Heere für das Vaterland bluteten, fanden sie in der pflegenden Sorgfalt der Frauen Labsal und Linderung. Glaube und Hoffnung gab den Müttern und Töchtern unseres Landes die Kraft, die Besorgnis um die Ihrigen, die mit dem Feinde kämpften, und den Schmerz um die Verlorenen durch ausdauernde Tätigkeit für die Sache des Vaterlandes zu stillen und ihre wesentlichen Hilfeleistungen für den großen Zweck wurden nirgends vermißt.“

Der Orden wurde 1850 unter König Friedrich Wilhelm IV., 1865 unter Wilhelm I. und 1890 unter Wilhelm II. erneuert.
Am 30. Oktober 1865 schuf König Wilhelm I. die zweite Abteilung des Ordens. Damit konnte der Orden auch für verdienstvolle Handlungen im Frieden verliehen werden.

## Ordensdekoration
Das Ordenszeichen des ursprünglich einklassigen Louisenordens ist ein schwarzemailliertes goldenes Kreuz. Im Avers-Mittenmedaillon, das himmelblau emailliert war, befindet sich innerhalb eines Sternenkranzes das Monogramm L. Im Revers des ersten Modells befinden sich die Jahreszahlen 1813 und 1814 und nach der Revolution von 1848 die Zahlen 1848 und 1849. Dieses zweite Modell wurde erst ab 1850 verliehen.
Der Orden wurde in einer Schleife aus weißem Band mit schwarzen Rändern auf der linken Brust getragen. Nichtchristliche Trägerinnen bekamen statt des Kreuzes eine goldene Medaille mit gleichem Mittenmedaillon wie im Avers des Kreuzes.

Die Jüdin Amalie Beer erhielt aus Rücksicht auf ihre religiösen Gefühle eine modifizierte Version des Ordens.

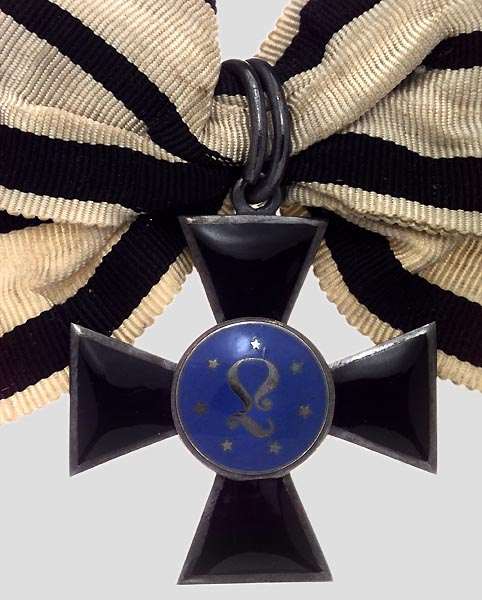
Louisenorden I. Klasse, 1865

Die Dekoration der I. Klasse der 1856 gestifteten zweite Abteilung war ein schwarzemailiertes silbernes Kreuz, die der II. Klasse ohne Email.

## Verleihungen
Die Zahl der Beliehenen, die alle die preußische Staatsangehörigkeit haben mussten, war auf 100 begrenzt. 
Für einzelne Trägerinnen dieses Ordens siehe Trägerin des Louisenordens.